# Nano Nagle
Honora "Nano" Nagle, född 1718, död 26 april 1784, var en irländsk medlem av ursulinerorden. Hon grundade klosterorden "Sisters of the Presentation of the Blessed Virgin Mary" (PBVM) i Cork 1775. Hon saligförklarades av katolska kyrkan 2013. 
Nano Nagle föddes i Ballygriffin i Cork County som dotter till Garret Nagle och Ann Mathews. Familjen var förmögna jordägare. Eftersom de var katoliker och hade stött Jakob II hade deras rätt att äga jord avskaffats enligt 1691 års lag, men sedan hennes äldre bror Joseph hade konverterat till protestantismen hade de kunnat behålla sin egendom i hans namn. Eftersom undervisning av och för katoliker hade förbjudits genom 1691 års lag, undervisades hon i en så kallad Hedge school, en underjordisk skola. Hon och hennes syster Ann kunde med hjälp av kontakterna hos en gren av familjen som försörjde sig på handel i hemlighet resa till Frankrike, där de fick en katolsk skolundervisning. 
Hon återvände till Irland 1746, och började engagera sig i filantropisk verksamhet. Hon grundade och drev med sin familjs stöd en hemlig skola för katoliker. Denna skola utvecklades med tiden till flera olika skolor för barn av båda könen, och till slut även med vuxna elever. Hon gav eleverna baskunskaper och undervisning i katolicismen. Denna verksamhet var vid den tiden illegal. Hon grundade också hem för fattiga gamla kvinnor och drev annan filantropi. År 1771 inbjöd hon en grupp nunnor ur ursulinerorden till Cork som medhjälpare i hennes filantropiska verksamhet, som hade blivit för stor för henne att sköta utan hjälp. Eftersom nunnorna inte hade grundat ett kloster utan formellt bara besökte staden, räknades det inte som ett kloster och bröt inte mot lagen. 
Under denna tid krävde de flesta klosterordnar också att nunnor skulle leva isolerade innanför klostrens fyra väggar, något som gjorde att deras hjälp som assistenter i hennes filantropiska verksamhet skulle bli begränsad. Hon grundade därför en ny klosterorden som föreskrev att nunnorna skulle ägna sig åt just sådan verksamhet. Orden grundades år 1775 och samma år blev hon själv formellt nunna och grundade sitt eget kloster i Cork. Det var egentligen mot rådande lag, men myndigheterna såg mellan fingrarna på klostret liksom hennes illegala skolundervisning på grund av dess barmhärtighetsarbete, som inte uppfattades som farligt. 